# Moby Dick

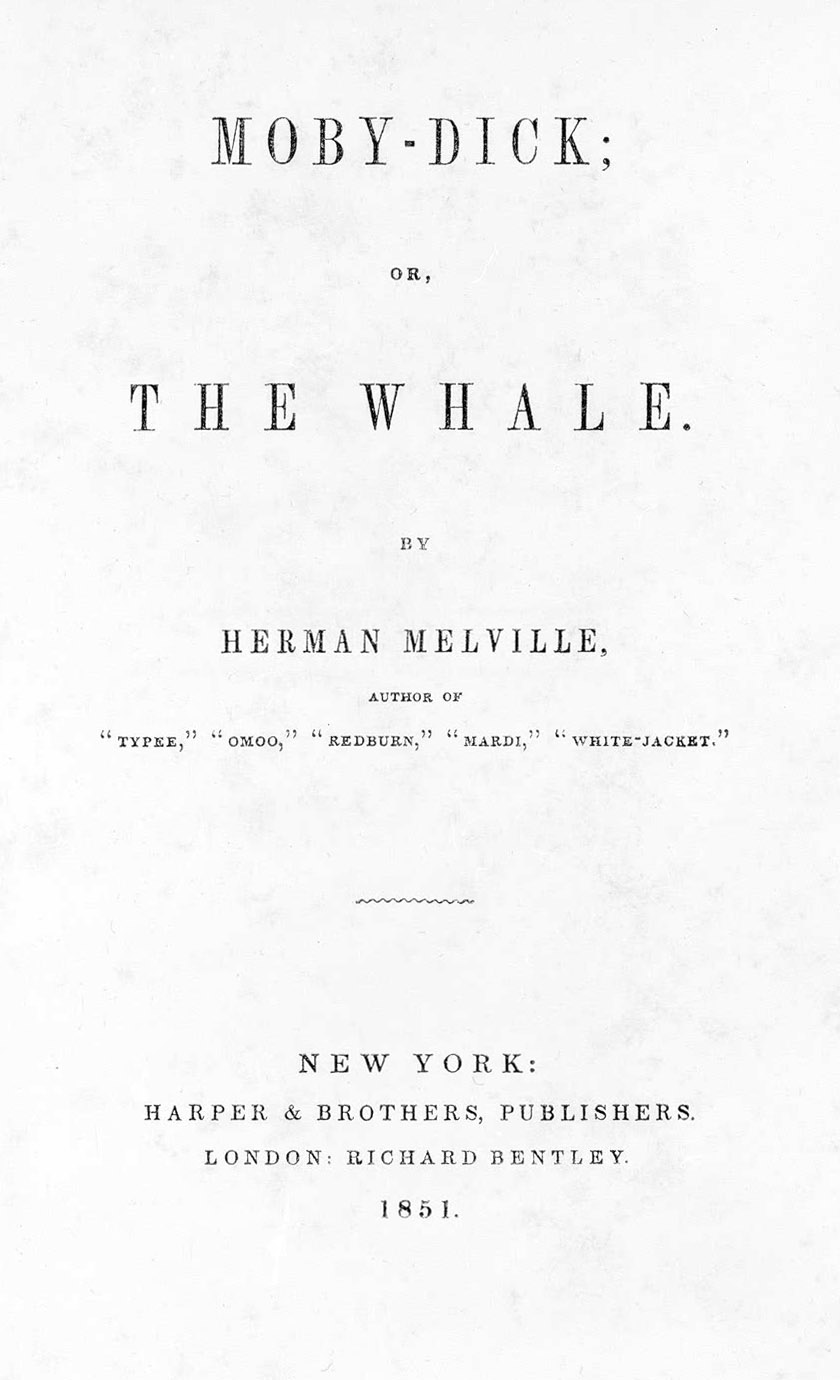
Strona tytułowa pierwszego wydania Moby Dicka z 1851 r.

Moby Dick (w oryg. Moby Dick or the Whale) – powieść amerykańskiego pisarza Hermana Melville’a, uznawana jest za jedno z arcydzieł literatury światowej i klasykę literatury amerykańskiej. Została wydana w roku 1851 w Londynie i Nowym Jorku, ale na początku spotkała się z negatywnym przyjęciem czytelników i krytyki. Dopiero gdy w połowie XX wieku zaczęto na nowo poznawać twórczość Melville’a, powieść Moby Dick zdobyła uznanie i wysoką pozycję w kanonie literatury światowej.
Opowiada o losach Izmaela, który po kilku rejsach na statkach marynarki handlowej postanawia wyruszyć na wyprawę wielorybniczą. Razem z nowo poznanym przyjacielem, Polinezyjczykiem Queequegiem, zaciąga się na statek Pequod, dowodzony przez ponurego i tajemniczego kapitana Ahaba, który w walce z wielorybem stracił nogę. Wkrótce okazuje się, że dla owładniętego szaleństwem dowódcy jedynym celem tej wyprawy jest zemsta na wielorybie, który go okaleczył, legendarnym białym kaszalocie, Moby Dicku.
Szaleńcza pogoń za kaszalotem staje się okazją do pokazania wielorybniczego rzemiosła, a także do zgromadzenia i przedstawienia całej ówczesnej wiedzy na temat wielorybów – opisów poszczególnych gatunków, historii spotkań człowieka z Lewiatanem, ich zwyczajów i anatomii.
Moby Dick to powieść łącząca w sobie różne style i konwencje, mamy w niej np. powieść przygodową, literaturę naukową, dramat, czy rozważania filozoficzne.
W warstwie psychologicznej głównym tematem utworu jest walka między uczuciami a rozsądkiem i między wolą człowieka a przeznaczeniem, toczona głównie w umyśle kapitana Ahaba, ale także pozostałych członków załogi, zdających sobie sprawy z wielkiego niebezpieczeństwa, które im grozi.
W książce tej została ukryta bogata symbolika dotycząca Biblii, Boga, człowieka i jego przeznaczenia, o czym mogą świadczyć słowa narratora:

A przecież jakieś znaczenie musi się kryć we wszystkich rzeczach, gdyż inaczej wszystkie one byłyby mało warte, zaś cały ten okrągły świat – jedynie pustą cyfrą, chyba żeby go sprzedawać na wzory dla zasypania bagien na Mlecznej Drodze, podobnie jak się sprzedaje wzgórza w pobliżu Bostonu.

Z drugiej strony narrator wyraźnie przestrzega czytelników:

Ludzie lądu (...) mogliby się naigrawać z Moby Dicka jako z potwornej bajki, a co jeszcze gorsze i obrzydliwsze, uważać go za ohydną, nieznośną alegorię.

W świetle tych dwóch cytatów powstaje dylemat dla czytelników i interpretatorów, czy rzeczywiście szukać w tym tekście wielkich alegorii. Może lepiej czerpać z tego tekstu ogólne prawdy o ludzkim życiu, relacjach człowieka z naturą i o cywilizacji, zamiast dopatrywać się w jego głównych bohaterach całościowych symboli.
Biblijna symbolika ukryta w tym tekście przejawia się głównie w imionach bohaterów (Ahab, Eliasz, Izmael, Bildad, Peleg i in.), wyrażeniach odwołujących się do znanych historii biblijnych (ziemia Nod, różne wydarzenia z historii Izraela oraz proroków hebrajskich – głównie Jonasza). Należy dodać, że imiona biblijne były bardzo popularne wśród ówczesnych mieszkańców Nantucket (skąd wyruszył Pequod), a historia Jonasza jest na trwałe wpleciona w żeglarską tradycję, zwyczaje i przesądy.
O wielkości tej książki oprócz stylu, tematu i ogólnych walorów czytelniczych, decydują głębokie myśli w niej zawarte, niełatwe pytania stawiane czytelnikowi w trakcie lektury (z których część podważa dogmatykę chrześcijańską) oraz wielość możliwych interpretacji jej treści i symboliki w niej zawartej.
Od jednego z bohaterów tej powieści – pierwszego oficera Starbucka – wzięła swoją nazwę największa na świecie sieć kawiarni.

## Główni bohaterowie

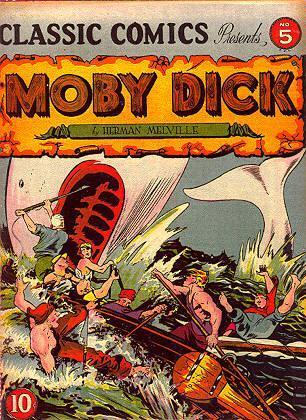
Komiks o Moby Dicku

### Izmael
Główny bohater pierwszej części książki; narrator; odbył kilka rejsów w marynarce handlowej, potem poświęcił się wielorybnictwu; w chwili, gdy spisuje swoje wspomnienia z wyprawy Pequoda, jest już doświadczonym wielorybnikiem, posiadającym szeroką wiedzę na temat tego rzemiosła; nosi imię najstarszego syna proroka Abrahama i niewolnicy Hagar, Izmaela; jest gorliwym chrześcijaninem, dla którego kwestie wiary są bardzo istotne; ma sporą wiedzę ogólną, nie jest mu obca historia (m.in. wspomina o rozbiorach Polski) i filozofia; prowadzi długie rozważania, zawzięcie stara się przekonać czytelników o szlachetności, starożytności i dostojeństwie, a przynajmniej braku niższości wielorybnictwa w stosunku do innych, głównie morskich, zajęć; jako narrator nie jest jednolity, niekiedy wydaje się, że opis akcji uwalnia się od niego i przechodzi w ręce innego, wszystkowiedzącego narratora, ale to tylko pozory, cała książka jest bowiem od początku do końca wspomnieniami tego marynarza.
Izmael, jako wielki znawca i propagator wielorybnictwa, nie jest w swoich rozważaniach wolny od pewnego rodzaju nadużyć i wyolbrzymień, niekiedy chyba celowych i żartobliwych, np. próbując do „cechu wielorybniczego” przypisać św. Jerzego, Jonasza i Herkulesa.
Porusza wiele kwestii i niekiedy się myli, co wynika ze stanu ówczesnej wiedzy i wręcz dodaje tej powieści dodatkowego kolorytu.
Jako bohater powieści i uczestnik rejsu nie odgrywa dużej roli w najważniejszych wydarzeniach, które się dzieją na statku, jest raczej biernym obserwatorem, poznającym u boku swego dzikiego przyjaciela Queequega tajniki rzemiosła wielorybniczego.
Wiele przesłanek każe nam widzieć w Izmaelu samego autora, Hermana Melville’a, albo postać wzorowaną na autorze.

### Ahab
Kapitan statku wielorybniczego Pequod. Stracił nogę w swojej ostatniej potyczce z wielkim białym wielorybem. Ogarnięty żądzą zemsty na Moby Dicku, Ahab skazuje Pequoda wraz z załogą na zagładę. Mimo swych despotycznych rządów na pokładzie statku, udaje mu się utrzymać załogę w ryzach nawet w najbardziej tragicznych sytuacjach. Kapitan Ahab jest postacią dość skąpo opisaną przez Melville’a. Osierocony jako dziecko, od 18. roku życia Ahab pływa na statkach wielorybniczych, czytelnik wie, że Ahab ma żonę i dziecko, lecz nie poznaje ich imion. Imię Ahab, jak zresztą inne imiona powieści Hermana Melville’a, ma biblijne pochodzenie. Kapitan statku posiada wszelkie cechy bohatera tragicznego: wiedziony żądzą zemsty przekracza granicę, zza której ratunek jest już niemożliwy. Jak podaje jeden z krytyków, kapitan Ahab wzbudza w nas żałość dla swojej osoby, ponieważ nie jest złym człowiekiem, lecz jego tragedia jest większa od tej, na którą zasługuje, wzbudza w nas także i strach, bo rozpoznajemy możliwość popełnienia podobnego błędu w naszych własnych, nieidealnych życiach.

### Starbuck
Pierwszy oficer „Pequoda”, „urodzony w Nantucket, kwakier z pochodzenia”,"wysoki, poważny mężczyzna”,
"ciało miał twarde, jak po dwakroć pieczony suchar”, chudy, „nie był bynajmniej szpetny; wprost przeciwnie”, opanowany, stanowczy, powściągliwy, dzielny, skrupulatny, „obdarzony głębokim wrodzonym instynktem wartości”, skłonny do przesądów, brania pod uwagę zewnętrznych wróżb i wewnętrznych przesądów, na lądzie zostawił młodą żonę i dziecko i ten fakt w połączeniu z tragedią swojej rodziny (ojciec i brat zginęli na morzu) uczynił go człowiekiem ostrożniejszym od innych wielorybników, choć wciąż był człowiekiem bardzo odważnym; nie był zuchwały jak niektórzy wielorybnicy, do swojego rzemiosła miał podejście racjonalne, wolał niepotrzebnie nie ryzykować. Takie podejście do wielorybnictwa doprowadziło do konfliktu z kapitanem „Pequoda”, Ahabem. Z całej załogi jedynie Starbuck nie był przekonany o słuszności wyprawy mającej na celu poszukiwanie białego wieloryba, próbował przekonać Ahaba do swoich racji, myślał nawet o jego zabójstwie dla wspólnego dobra, dostrzegał niepomyślne znaki otaczające „Pequoda” i kapitana w szczególności, dowodzona przez niego łódź jako jedyna nie uczestniczyła w pościgu za Mobym Dickiem
Wypowiedzi Starbucka:
"Nie chcę mieć w swej łodzi człowieka, który nie lęka się wieloryba."
"Albowiem jestem tu, na tym niepewnym oceanie po to, żeby zarabiać na życie zabijaniem wielorybów, a nie po to, by one zarabiały na życie, zabijając mnie."

### Stubb
Drugi oficer „Pequoda”, pochodził z przylądka Cod, zwany był więc „Człowiekiem z Przylądka”, „niefrasobliwy - ani tchórzliwy, ani waleczny - z obojętną miną przyjmował niebezpieczeństwa tak, jak się nadarzały”, przypominał czeladnika spokojnie wykonującego swój zawód, w czasie polowania na wieloryby pogodny, beztroski, spokojny, opanowany, nucił skoczne piosenki i zadawał bezlitosne ciosy wielorybowi, najważniejszą cechą jego wyglądu była fajka, którą palił nieustannie, np. na łodzi w przerwie między kolejnymi wynurzeniami kaszalota, „Albowiem kiedy Stubb się ubierał, miast wprzódy włożyć nogi w spodnie, wkładał sobie w usta fajkę.”, Stubb pierwszy zabił kaszalota na wyprawie „Pequoda”, był wielkim amatorem mięsa wielorybiego, a kucharza zmuszał do ewangelizowania rekinów. Na jego łodzi wielorybniczej pływał Izmael i Queequeg.

### Flask
Trzeci oficer „Pequoda”, pochodził z położonej u wschodnich wybrzeży USA wyspy Martha’s Vineyard, młody, niski, tęgi, rumiany, pozbawiony wszelkiego szacunku do wielorybów, ścigał je dla zabawy, „w sprawach wielorybów był po trosze prostakiem”, w spotkaniach z nimi bezlitosny, wojowniczy, „uważał sobie za punkt honoru, żeby je niszczyć przy każdym spotkaniu”, „sporządzony był po to, by mocno spajać i długo trwać”, na statku nazywano go „King-Post”, ponieważ jego postura przypominała przyrząd używany na arktycznych okrętach łowieckich, chroniący je przed wstrząsami, ma specyficzny sposób zachęcania marynarzy do wzmożonego wysiłku w czasie ścigania łodzią wieloryba,

### Queequeg
Ciemnoskóry harpunnik z wyspy Rococo.
Pierwszy towarzysz Izmaela

### Tasztego
Czystej krwi Indianin z Gay – Head. Harpunnik na statku.

### Fedallah
Wróżbita na statku, przepowiedział śmierć swoją i kapitana. Jego ciało przywiązało się liną od harpuna do ciała wieloryba białego.

### Moby Dick
Ogromny kaszalot o biało-mlecznej barwie, obiekt obsesji kapitana Ahaba.

### Załoga „Pequoda”
W skład załogi wchodzi około trzydziestu marynarzy. Niektórych znamy z imienia a część z miejsca pochodzenia. Załoga jako całość popiera szaleńczy plan Ahaba wywarcia zemsty na wielorybie (jedynym przeciwnikiem jest Starbuck).
- Ahab -     kapitan
- Starbuck -  pierwszy oficer
- Stubb -     drugi oficer
- Flask -    trzeci oficer
- Fedallah -  harpunnik kapitana
- Queequeg -  harpunnik pierwszego oficera
- Tasztego -  harpunnik drugiego oficera
- Daggoo-    harpunnik trzeciego oficera
- Klucha -    kucharz
- Perth -     kowal
- cieśla

marynarze z: USA (co najmniej 5 z Nantucket, 1 z Long Island), Holandii, Francji, Islandii, Malty, Sycylii, Azorów, Chin, Indii Wschodnich, wyspy Man, Tahiti, Portugalii, Danii, Anglii, Hiszpanii, Irlandii i St. Jago.

### Ojciec Mapple
Kapelan wielorybników z Nantucket, wygłaszający kazania w Kaplicy Wielorybników w Nantucket, dawny wielorybnik, skromny, świątobliwy, bardzo szanowany przez środowisko wielorybnicze, w powieści wygłasza kazanie dotyczące biblijnej historii Jonasza.

### Peleg
Zamożny emerytowany kapitan statków wielorybniczych, współwłaściciel „Pequoda”, były pierwszy oficer tego statku, gwałtownik i zawadiaka, kwakier niezbyt przejmujący się sprawami wiary, to z nim rozmawia na początku chcący zaciągnąć na „Pequoda” Izmael.

### Bildad
Podobnie jak Peleg zamożny emerytowany wielorybnik i współwłaściciel Pequoda,
„miał opinię niepoprawnego starego skpca, a za czasów swych morskich podróży – twardego, ostrego zwierzchnika”, bardzo religijny kwakier, w czasie zapisywania Izmaela na statek studiuje Pismo Święte, chce wyznaczyć dla niego niską dolę (udział w przyszłych zyskach).